# Dynamik (musik)
Dynamik (av grekiska dynamikos (δυναμικός) 'kraftig', 'verksam', av dynamis (δύναμις) 'kraft'), nyans eller styrkegrad anger ljudvolymen hos musik vid framförandet.
Ett styckes valda styrka, och plötsliga eller gradvisa förändringar i denna, är ett viktigt bidrag till musikens uttryck. Dynamik är också ett mått på jämnheten i volym för inspelade ljud och justeras till exempel i en kompressor.
För att ange dynamiken i musiken används i partitur (och stämmor) olika nyanseringsbeteckningar med ursprung i italienska språket:
- ppp (piano pianissimo) – ytterst svagt
- pp (pianissimo) – mycket svagt
- p (piano) – svagt
- mp (mezzopiano) – medelsvagt
- mf (mezzoforte) – medelstarkt
- f (forte) – starkt
- ff (fortissimo) – mycket starkt
- fff (forte fortissimo) – ytterst starkt
- fp (fortepiano) – först starkt, därefter omedelbart svagt
- sf (sforzando, sforzato) – mycket stark betoning av enskild ton eller enskilt ackord
- cresc. (crescendo) – tilltagande styrka
- dim. (diminuendo) – avtagande styrka